# マーサ・レイ
マーサ・レイ（Martha Raye, 1916年8月27日 - 1994年10月19日）はアメリカ合衆国の女優、歌手、コメディエンヌ。本名はマージー・リード（Margy Reed）。
チャールズ・チャップリンの1947年の映画『殺人狂時代』でのヒロインとして知られるが、ティーンエイジャーのころから映画、舞台、テレビと幅広く活躍し、そのかたわらでアメリカ軍への慰問活動も積極的に行った。これらの活動が評価され、1968年度の第41回アカデミー賞でジーン・ハーショルト友愛賞を受賞し、最晩年の1993年にもアメリカ国民に対する積年の活動と貢献に対して大統領自由勲章が贈られた。

## 生涯

### デビューまで
マーサ・レイことマージー・リードは1916年8月27日、モンタナ州ビュートのセント・ジェームズ病院で生まれる。マルギーの両親、ピーター・F・リードとメイベル・フーパーはともにアイルランドからの移民であり、「リードとフーパー」というコンビ名で地方回りのヴォードヴィル芸人であった。メイベルはマーサを産んでわずか2日後には早くも舞台に復帰し、マーサが3歳になると弟のバドとともに「マージーとバド」というコンビ名で親の舞台に立たせた。幾人かのショービジネス関係者は、ジュディ・ガーランドが1954年の映画『スタア誕生』で歌った歌の一節である「私はアイダホのポカテッロのプリンセス・シアターのトランクで生まれた」 I was born in a trunk in the Princess Theater in Pocatello, Idaho は、マージーの出生時のエピソードにヒントを得たと推測している。。
マージーは成長するとニューヨークに移って高等芸術学校に進学するが、正規の学校教育を5年生の段階までしか受けていなかったため、マージーは他のクラスメートから頻繁に助けられながら受講した。

### 芸能生活
1930年代に入り、マージーはポール・アッシュとボリス・モロス率いる楽団でヴォーカリストを務めるようになる。「マーサ・レイ」との芸名を名乗り始めた時期は不明だが、1934年には短編映画 "A Nite in the Nite Club" で映画デビューし、2年後の1936年にはパラマウント映画と契約してビング・クロスビー主演の『愉快なリズム』で初めての長編映画への出演を果たした。以降、1936年から1939年にかけてCBSで放送されていたアル・ジョルスン司会のラジオ・ショー『ザ・ライフブイ・プログラム』の一コーナー「カフェ・トロカデーロ」の主要キャストとして39回出演したほか、番組内でのコメディーのほかにソロやジョルスンとのデュエットで歌ったりもした。続く26年間、マーサはジョー・E・ブラウン、ボブ・ホープ、W・C・フィールズ、アボットとコステロ、ジミー・デュランテ、そしてチャップリンといった大物喜劇人の面々との共演を重ねた。
マーサのニックネームの一つは「ザ・ビッグマウス」。これは、マーサの顔が比較的小さかったことに反比例して口が大きかったことから名づけられた。1980年代に入って義歯安定剤「ポリデント」のコマーシャルに出演した際に「ビッグマウスからも取ってしまう！新しい「ポリデント・グリーン」はしつこい汚れもきれいになる！」と口をネタにしたフレーズを使った。マーサの大きな口はコミックにおいてもネタにされ、その多くは実際よりも、やたら口が強調されて描かれた。ウォルト・ディズニーの1938年のアニメ映画『マザー・グース ハリウッドへ行く』でのマーサは、やはり大きな口を持っていたジョー・E・ブラウンらとともに踊っているように描かれている。また、ワーナーのメリー・メロディーズ・シリーズの一つ『カッコウが木に満ちあふれ』でも、マーサはジャズ風スキャットを歌うロバ「モーシャ・ブレイ」として描かれている。

### 慰問活動
アメリカが第二次世界大戦に参戦すると、マーサは米国慰問協会に加わって慰問活動を開始する。以降、朝鮮戦争やベトナム戦争においても引き続いて慰問活動を行い、飛行機恐怖症の気があったにもかかわらずアメリカ軍の慰問のためにツアーを続けた。
ベトナム戦争初期の1966年10月、マーサは南ベトナムのソクチャンに駐留する、「ソクチャン・タイガース」あるいは「ヴァイキング」のニックネームを持つ第121航空大隊および「戦士」あるいは「サンダーバード」こと第36航空大隊の二部隊が駐留する根拠地を慰問した。しかし、マーサが到着して間もなく、二つの部隊は近在から捕虜を輸送する命を帯びて出動することとなり、マーサは出動した軍人全員がショーを見ることができるよう待機し、部隊が帰還してからショーを開くこととなった。この南ベトナム・ツアーにおいてマーサは、慰問活動の合間にしばしば看護活動を行っていた。その時、出動していたUH-1「ヒューイ・スリック」1機が戦闘に巻き込まれ、ソクチャンへ帰還を余儀なくされるほどの損害を受けた、という報が根拠地にもたらされた。「ヒューイ・スリック」に搭乗していた一人は語る。
1993年11月2日、マーサはビル・クリントン大統領から大統領自由勲章を授与された。

### 「殺人狂時代」
話は少しさかのぼって1946年。チャップリンが『殺人狂時代』で主役ヴェルドゥを手こずらせるヒロイン、アナベラ・ボヌール役にマーサを起用するきっかけとなったのは、マーサが出演した映画『山は笑う』（1937年）の監督が『殺人狂時代』での助監督ロバート・フローリーであり、フローリーの推薦があったと映画史家のデイヴィッド・ロビンソンは推測している。チャップリン自身もマーサ出演の『ジープに乗った4人のジル』（1944年）を見て評価し、起用が決まった。幼年期から芸能界に身を置くマーサにとっては、チャップリンは神様でありヒーローであった。出演依頼はチャップリン本人から電話を通じてマーサに直接行われたが、電話を受けたマーサは相手が「神様」チャップリン本人とは思いもよらず、いたずら電話だと思い込んで切ってしまった。撮影に入っても最初のころはチャップリンに遠慮していたマーサであったが、演技に支障が出て迷惑がかかると思ったマーサは徐々に開き直り、やがてチャップリンを「チャック」と呼ぶようになるなど馴れ馴れしくなった。チャップリンもマーサの才能に感心し、その馴れ馴れしさを認めた。現存する『殺人狂時代』のNGフィルムでも、チャップリンとマーサが演技の途中で思わず笑い出してNGになるショットが残されている。なお、チャップリン映画では演技経験のない女性をヒロインに据えることが圧倒的に多かったが、マーサがこの慣例を破った最初の例となった。

### テレビ活動
テレビ時代が到来すると、マーサの活動も映画からテレビにその比重を移すこととなった。そのテレビでの活動においても、マーサは初期のテレビ・スターとして活躍した。1954年から1956年にかけてNBCで放送された『マーサ・レイ・ショー』では、引退したばかりの元世界ミドル級チャンピオンであるロッキー・グラジアノがマーサの気まずいボーイフレンド「グーンバ」役として共演し、プロデューサーと構成は、のちにCBSで『フィル・シルヴァー・ショー』を手掛けるナット・ヘイケンであった。ショーを盛り立てた主なゲストにはザ・ザ・ガボール、シーザー・ロメロ、ブロードウェイダンサーのウェイン・ランブといった面々が登場した。また、『ワッツ・マイライン?』などのテレビ番組にもゲスト出演したが、当時の夫との関係がこじれたことや健康問題、『マーサ・レイ・ショー』の1955年9月20日の放送でマーサがゲストの女優タルラー・バンクヘッドとともにCBSのクイズ番組の勝者だった12歳のアフリカ系アメリカ人女子をキス攻めにしたことが視聴者の批判を浴びて番組の人気が急落したことが重なり、『マーサ・レイ・ショー』終了後の1956年8月14日に睡眠薬自殺を図ったが一命を取りとめた。回復後、マーサはローマ・カトリックでもユダヤ系でもなかったにもかかわらず、クリストフォロスとジェネシスの金メダルおよびダビデの星を授かり、お守りとして大切にした。以降に出演したテレビ番組では、マーサは世話になったフロリダ州マイアミのセント・フランシス病院にいた姉妹の修道女への感謝の意味をこめて、「おやすみ、シスター」と語ることが通例となった。
後年には前述のように、1970年代から1980年代にかけて「ポリデント」のコマーシャルに出演した。

### 後年の活動
1970年、マーサはクロフト兄弟の映画『パフンスタッフ』で「すべての魔女の女王」ボス・ウィッチ役を演じ、これは同じ1970年にクロフト兄弟が手掛けたテレビシリーズ『ザ・バガルーズ』で悪女ベニータ・ビザール役を演じる伏線となった。テレビ界においてもABCの『ザ・ラブボート』にしばしばゲスト出演したが、それはかつて、短命に終わったABCの『ロイ・ロジャース・アンド・デイル・エヴァンス・ショー』に出演していたころを髣髴させるものであった。CBSでもシチュエーション・コメディ『アリス』に、ぶっきらぼうな母親キャリー役で第9シーズンから出演し、2シーズンから3シーズンにわたって出演した。カメオ出演も多くこなし、CBSの『ジェシカおばさんの事件簿』、NBCの『アンディ・ウィリアムス・ショー』および『署長マクミラン』に出演。『署長マクミラン』では新シリーズの第6エピソードにおいて、家政婦アガサとして再度のカメオ出演を果たした。

## 私生活
マーサの私生活は複雑で感情的かつ激動と言えるものだった。また、生涯に7回の結婚を経験している。その一方ではメソジスト信者として定期的に教会の礼拝や日曜学校に出席して聖書を読んでいた。
最初の結婚相手はメイクアップアーティストのバッド・ウエストモアで1937年5月30日に結婚したが、極度の虐待に耐えかねて9月には早くも離婚を申請して受理された。二番目の相手デヴィッド・ローズとは1938年10月8日に結婚したが、1941年5月19日に離婚して、ローズはジュディ・ガーランドと再婚した。以降、ニール・ラングと1941年5月25日から1944年2月3日、ニック・コンドスと1944年2月23日から1953年6月17日、エドワード・T・バグリーと1954年4月21日から1956年10月6日、ロバート・オシェアと1956年11月7日から1960年12月1日の間にそれぞれ結婚生活を送ったが、いずれも最終的には離婚という結果に終わった。このうちコンドスとの間には1944年7月26日に一人娘のメロディー・コンドスを産んでいる。

### マーク・ハリスとの結婚とマーサの死
1988年、マーサは脳卒中を患って引退を余儀なくされ、1990年には別の発作を起こして以降は車いす生活となった。その翌年の1991年、オシェアとの離婚から31年経っていたマーサはマーク・ハリスと7度目の結婚をラスベガスで果たす。マーサが75歳、ハリスが42歳だったこの結婚は一定の話題を呼び、ハリスはバイセクシャルの気があったものの、最終的に1994年のマーサの死まで連れ添うこととなった。マーサの死後、ハリスはビバリーヒルズに隣接するベル・エアーにあった自宅を含むマーサーの遺産の大部分を相続した。一方で、実の娘メロディーには何も相続されなかったとする。これに対して、2008年4月23日にハワード・スターンのラジオ番組『ハワード・スターン・ショー』にインタビュー出演したハリスは、遺産300万ドルのうち10万ドルを贈与したと証言した。その後、ハリスは二度の心臓発作を起こして一人娘のいるニューヨークに移り住んだ。
死の直前、マーサはハリスの後援を得て1991年公開のベット・ミドラー主演の映画『フォー・ザ・ボーイズ』がマーサの慰問活動の経験談を無断に引用したとしてミドラーと映画プロデューサーを告訴したが、裁判の末にマーサ側の訴えは認められなかった。
1993年に入ると、マーサはアルツハイマー型認知症と診断され、血行不良から両足を失うこととなった。長年の心血管疾患との闘病の末、マーサは1994年10月18日にロサンゼルスで肺炎により78年の生涯を終えた。アメリカ政府は、マーサの第二次世界大戦以来のUSOでの功績をたたえてアーリントン国立墓地への埋葬を申し出たが、マーサの生前の願いによりノースカロライナ州フォートブラッグ内の墓地に、アメリカ軍全体の名誉中佐とアメリカ海兵隊名誉大佐としての礼遇をもって埋葬された。
マーサ・レイはハリウッド・ウォーク・オブ・フェームの星を2つ刻んでおり、6251番地に映画部門、6547番地にテレビ部門の星がある。

## 主な出演作品
インターネット・ムービー・データベースのデータによる。

### 映画
| - A Nite in a Nite Club (1934) - 『愉快なリズム』 (1936) - 『1937年の大放送』 (1936) - Hideaway Girl (1936) - College Holiday (1936) - Cinema Circus (1937) - 『ワイキキの結婚』 (1937) - 『山は笑う』 (1937) - Artists & Models (1937) - Double or Nothing (1937) - 『百万弗大放送』 (1938) - College Swing (1938) - Tropic Holiday (1938) - Give Me a Sailor (1938) - Never Say Die (1939) | - $1000 a Touchdown (1939) - The Farmer's Daughter (1940) - The Boys from Syracuse (1940) - Navy Blues (1941) - Keep 'Em Flying (1941) - Hellzapoppin' (1941) - 『ジープに乗った4人のジル』 (1944) - Pin Up Girl (1944) - 『殺人狂時代』 (1947) - 『ジャンボ』 Billy Rose's Jumbo (1962) - No Substitute for Victory (1970) (ドキュメンタリー) - The Phynx (1970) - 『パフンスタッフ』 (1970) - 『エアポート'80』 (1979) |

### テレビ
- Four Star Revue (host from 1951-1953)
- 『マーサ・レイ・ショー』 (1954-1956)
- Club Oasis (1957-1958)
- 『ロイ・ロジャース・アンド・デイル・エヴァンス・ショー』 (「サーカス」の回、1962年12月8日放送)
- 『ジュディ・ガーランド・ショー』 (1964)
- The Hollywood Palace (1966年4月2日)
- 『キャロル・バーネット・ショー』 (1969)
- 『ザ・バガルーズ』 (1970-1972)
- Twas the Night Before Christmas (1977)
- Skinflint: A Country Christmas Carol (1979)
- The Gossip Columnist (1980)
- 『PIPPIN: His Life and Times』 (1981)
- 『アリス』 (cast member from 1982-1984)
- 『ジェシカおばさんの事件簿』,( "Armed Response" の回、1985)
- Alice in Wonderland (1985)

### 舞台
- Calling All Stars (1934)
- Hold On to Your Hats (1940)
- Anything Goes (1958)
- Wildcat (1963)
- Hello Dolly! (1967)
- Goodbye Charlie (1968)
- Hello, Sucker! (1969)
- No, No, Nanette (1972) (パッツィ・ケリー（英語版）の代演)
- 4 Girls 4 (1982)
- 『アニー』 (1983)
- Everybody Loves Opal (1988)